# Eledone
Genre
Synonymes
- Aphrodoctopus Roper & Mangold, 1991[1]
- Eledona Risso, 1854[1]
- Hallia Rochebrune, 1884[1]
- Hoylea Rochebrune, 1885[1]
- Ozaena[2]
- Ozoena Rafinesque, 1814[1]

Eledone  est un genre de céphalopodes de la famille des octopodidés.

## Liste d'espèces
Selon World Register of Marine Species (18 janvier 2021) :
- Eledone caparti Adam, 1950
- Eledone cirrhosa (Lamarck, 1798) – Pieuvre blanche
- Eledone gaucha Haimovici, 1988
- Eledone leucoderma (San Giovanni, 1829)
- Eledone massyae Voss, 1964
- Eledone moschata (Lamarck, 1798)
- Eledone palari C. C. Lu & Stranks, 1992
- Eledone schultzei (Hoyle, 1910)

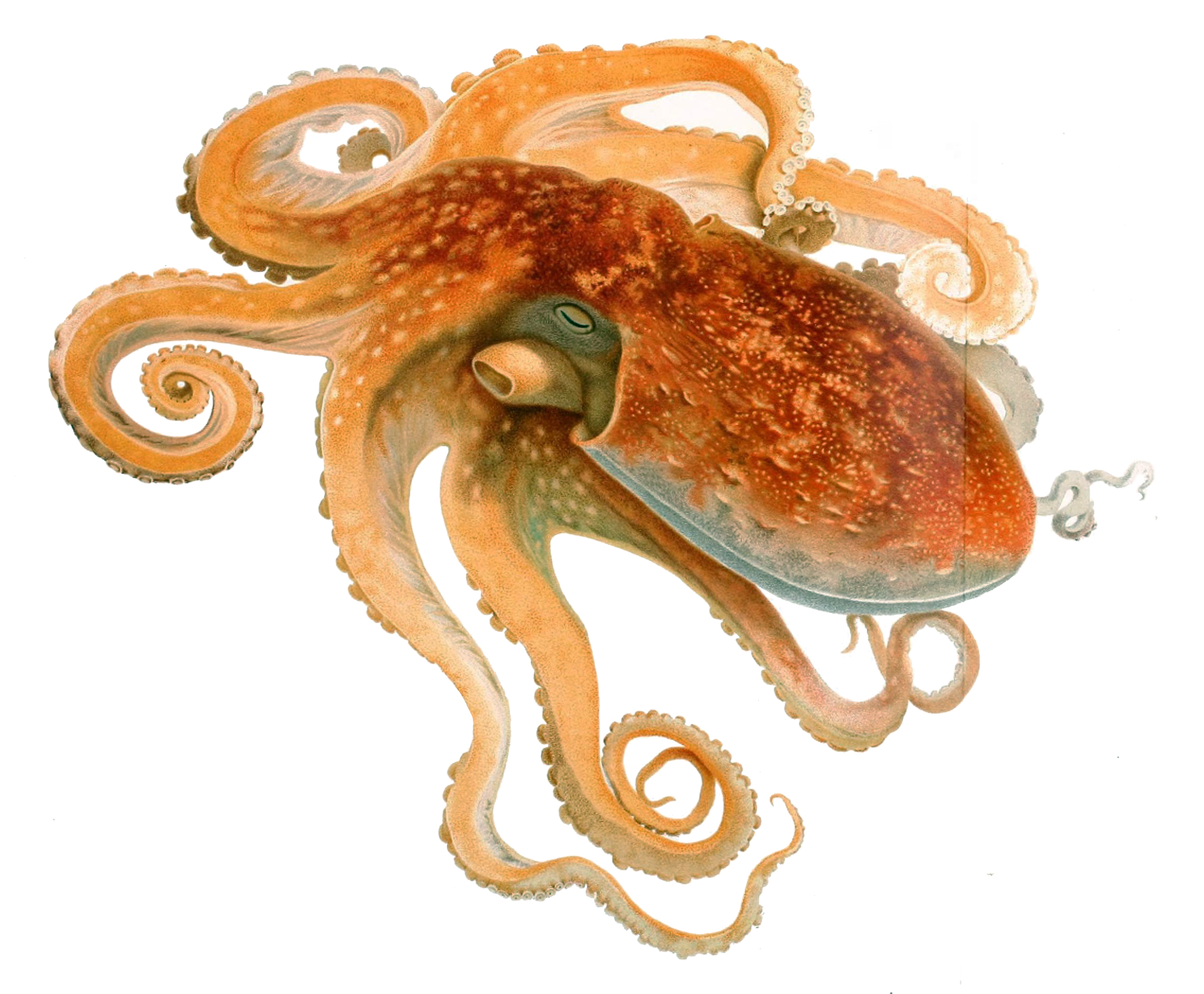
Eledone cirrhosa.
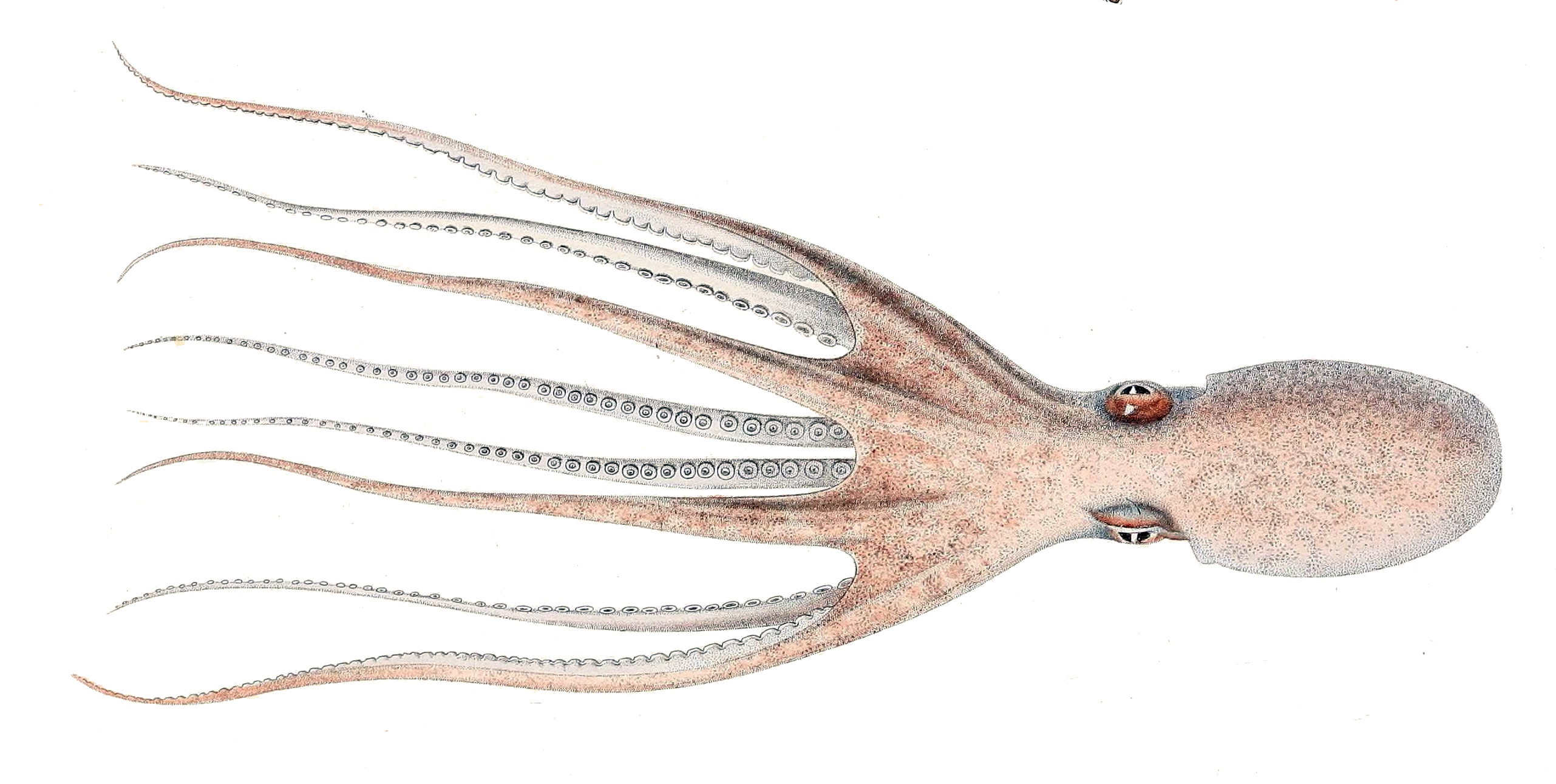
Eledone moschata.